# 上野直蔵
上野 直蔵（うえの なおぞう、1900年12月7日 - 1984年10月2日）は、日本の英文学者・英語学者。同志社大学名誉教授。専門は中世英文学・米文学。

## 概要
京都府京都市生まれ。1927年、同志社大学文学部英文学科卒。1934年から1936年まで、シカゴ大学に留学。1936年、同志社大学文学部講師、のち1938年に助教授、1941年に教授。1949年から1950年まで文学部長。1952年、チョーサーに関する論文で同志社大学より文学博士の学位を取得。1954年から1956年まで再び文学部長。1960年から1965年まで学長。1968年から1970年までアメリカ学会会長。1970年、定年退職、名誉教授となる。
広島商科大学（現：広島修道大学）学長。1973年から1978年、大阪女子学園理事、理事長、短期大学長。1974年から1978年、梅花学園長。1975年から1983年まで同志社理事長、総長。1980年、米国アマースト大学名誉博士号。
日本私立大学連盟常務理事、日本私学振興財団常務理事、文部省大学設置審議会会長なども歴任した。

## 著書

### 単著
- 『英文演習 文法中心』（蘭書房） 1949
- 『英語英文法演習』（南雲堂） 1958
- 『Historical outlines of the English language』（南雲堂） 1964
- 『人生友情学問』（教文館、リベルタス選書） 1965
- 『時代・人間・世界』（桜楓社） 1966
- 『チョーサアの『トロイラス』論』（南雲堂） 1972
- 『人生の詩』（山口書店） 1981

### 共著
- 『教育白書と私立大学の立場 新しい教育理念は新しい皮袋に』（駒井四郎共著、正栄出版） 1965

## 翻訳
- 『騎士の物語』（チヨーサア、同志社英文学会） 1945
- 『ミシシッピ河上の生活』（マーク・トウエイン、創元社、百花文庫） 1948
- 『新教育論 リベラル・アーツ論』（マーク・ヴァン・ドーレン、作品出版社） 1949
- 『若者よ東へ行け / 貸馬車御者』（シンクレア・ルイス、橋口保夫共訳、英宝社） 1958
- 『キャラヴェラス郡の名高き跳び蛙 / 怪物』（マーク・トウェイン / スティーヴン・クレイン、松山信直共訳、南雲堂） 1960
- 『文学研究法』（L・T・ディキンソン、南雲堂） 1969
- 『悲劇の探究』（R・B・シューウォル、監訳、南雲堂） 1972
- 『現代言語学の背景 展望と現状』（J・T・ウォーターマン、石黒昭博共訳、南雲堂） 1975
- 『文学の学び方 付/論文・レポートの書き方』（L・T・ディキンソン、南雲堂） 1982

## 記念論集
- 「上野直蔵博士還暦記念論文集」（上野直蔵博士還暦記念論文集刊行会編、南雲堂） 1963
- 「文学とことば イギリスとアメリカ 上野直蔵先生追悼論文集」（木村俊夫ほか編、南雲堂） 1986.10
- 「師よ師よ 上野直蔵先生生誕百年記念誌」（上野直蔵先生生誕百年記念誌刊行会編、南雲堂） 2000.12

## 栄典
- 勲一等瑞宝章 - 1983年
- 従三位 - 1984年